# Tháp Wardenclyffe

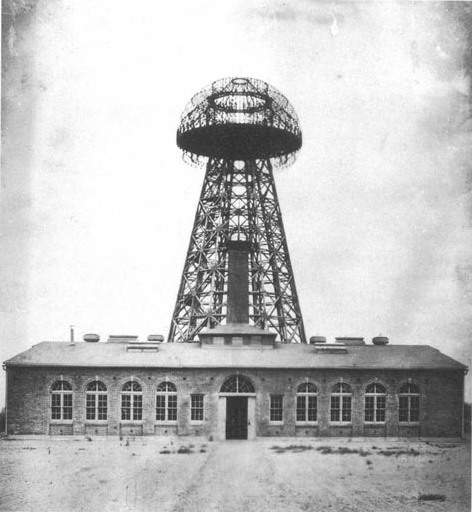
Tháp Tesla năm 1904

Tháp Wardenclyffe còn được gọi là Tháp Tesla, là một trạm truyền dẫn không dây thử nghiệm ban đầu do Nikola Tesla thiết kế và xây dựng trên Long Island vào năm 1901–1902, tọa lạc tại làng Shoreham, New York . Tesla dự định truyền tin nhắn, điện thoại và thậm chí cả hình ảnh fax qua Đại Tây Dương tới Anh và tới các con tàu trên biển dựa trên lý thuyết của ông về việc sử dụng Trái đất để truyền tín hiệu. Anh quyết định mở rộng quy mô cơ sở và thực hiện các ý tưởng truyền tải điện không dây để cạnh tranh tốt hơn với Guglielmo MarconiHệ thống điện báo dựa trên vô tuyến của nó đã bị người ủng hộ chính của dự án, nhà tài chính JP Morgan , từ chối tài trợ cho những thay đổi . Đầu tư bổ sung không thể được tìm thấy, và dự án đã bị bỏ dở vào năm 1906, không bao giờ đi vào hoạt động.